# アナツバメ
アナツバメ（穴燕）は、アマツバメ目アマツバメ科アナツバメ族 (Collocaliini) の総称、またはその一部。（アマツバメとアナツバメの違いに注意）
総称としての「アナツバメ」にはヒマラヤアナツバメ属 Aerodramusやアナツバメ属 Collocalia などが含まれ、洞穴内の壁に営巣するもの（洞穴生物）が多い。アマツバメ科は、ツバメなどスズメ目ツバメ科に属するツバメ類と形態や飛翔方法が類似するが、系統学的に類縁は遠く、収斂進化によって似るに過ぎない。
アナツバメ族は、Aerodramus（約27種）、Collocalia（約3種）、Hydrochous（約1種）、Schoutedenapus（約2種）の計4属約33種からなる。ただしこのうち、Schoutedenapusの種の和名には「アナツバメ」が入っていない（他の3属の種には入っている）。Aerodramusを置かずCollocaliaに含めることがあり、その場合Collocalia（つまり先の分類でのCollocalia + Aerodramus）をアナツバメ属と訳し、アナツバメ属のことをアナツバメと呼ぶことがある。
以下では特に断らない限りアナツバメ族について述べる。

## 特徴

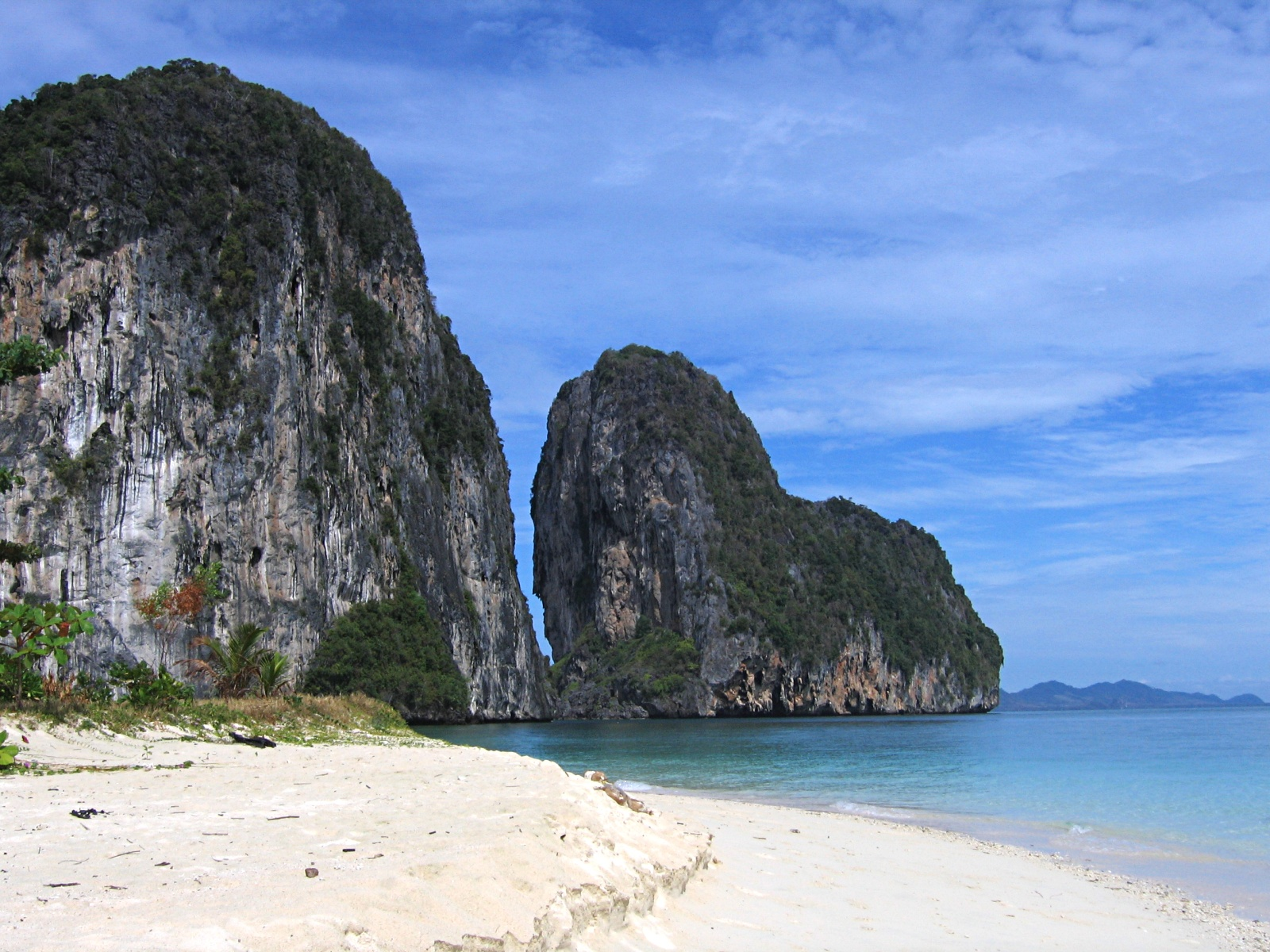
アナツバメの生息するタイの島

全長10 - 15センチメートル (cm) の小型の鳥。南アジア・東南アジア・熱帯太平洋、オーストラリア北部の海岸や島に分布する。最大の生息地は、ボルネオの大鍾乳洞群地帯。
山地・海岸にある天井の高い洞窟内で集団繁殖し、洞窟の天井・壁面に営巣する。他のアマツバメ科の鳥同様、羽毛など空中で得られる浮遊物を飛翔しながら集めて巣材とし、これを唾液腺から分泌される粘着質の分泌物で固めた巣を作る。この点が類縁の遠いツバメが泥を地表で採取して巣財にするのと大きく異なる。うちジャワアナツバメ A. fuciphagus とオオアナツバメ A. maximus 2種の巣は空中から集めた巣材をわずかしか使わず、ほとんど全てが唾液腺の分泌物でできており、中華料理の高級食材である燕の巣として利用される。
食虫性で、日中に飛びながら膜翅類や双翅類を捕らえる。
Aerodramusに属する種は、真っ暗な洞穴内でエコロケーションをする。鳥類でエコロケーションをするのは、アナツバメとアブラヨタカだけである。従来、Aerodramusはエコロケーションをし、CollocaliaとHydrochousはエコロケーションをしないと考えられていたが、コビトアナツバメ C. troglodytesがエコロケーションをすることが2004年に発見され、この区別は崩れた。

## 種

### Aerodramus
- A. amelis, Grey Swiftlet, ハイイロアナツバメ
- A. brevirostris, Himalayan Swiftlet, ヒマラヤアナツバメ
- A. elaphra, Seychelles Swiftlet, セイシェルアナツバメ
- A. francica, Mascarene Swiftlet, ショクヨウアナツバメ
- A. fuciphaga, Edible-nest Swiftlet, ジャワアナツバメ
- A. germani, German's Swiftlet, マレーアナツバメ
- A. hirundinacea, Mountain Swiftlet, ヤマアナツバメ
- A. infuscata, Moluccan Swiftlet, モルッカアナツバメ
- A. inquieta, Micronesian Swiftlet, カロリンアナツバメ
- A. leucophaeus, Tahiti Swiftlet, タヒチアナツバメ
- A. manuoi, Mangaia Swiftlet - 絶滅
- A. maxima, Black-nest Swiftlet, オオアナツバメ
- A. mearnsi, Philippine Swiftlet, フィリピンムジアナツバメ
- A. nuditarsus, Bare-legged Swiftlet, パプアヤマアナツバメ
- A. ocista, Marquesan Swiftlet, マルケサスアナツバメ
- A. orientalis, Mayr's Swiftlet, ガタルカナルアナツバメ
- A. palawanensis, Palawan Swiftlet, パラワンムジアナツバメ
- A. papuensis, Papuan Swiftlet, パプアカワアナツバメ
- A. pelewensis, Palau Swiftlet, ミクロネシアムジアナツバメ
- A. rogersi, Indochinese Swiftlet, インドシナアナツバメ
- A. salangana, Mossy-nest Swiftlet, コケアナツバメ
- A. sawtelli, Atiu Swiftlet, クックアナツバメ
- A. spodiopygius, White-rumped Swiftlet, コシジロアナツバメ
- A. terraereginae, Australian Swiftlet, オーストラリアアナツバメ
- A. unicolor, Indian Swiftlet, インドショクヨウアナツバメ
- A. whiteheadi, Whitehead's Swiftlet, フィリピンアナツバメ
- A. vanikorensis, Uniform Swiftlet, ムジアナツバメ
- A. vulcanorum, Volcano Swiftlet, ミヤマアナツバメ

### Collocalia
- C. esculenta, Glossy Swiftlet, シロハラアナツバメ
- C. linchi, Cave Swiftlet, ドウクツアナツバメ
- C. troglodytes, Pygmy Swiftlet, コビトアナツバメ

### Hydrochous
- H. gigas, Waterfall Swift, オニアナツバメ

### Schoutedenapus
- S. myoptilus, Scarce Swift, エンビアマツバメ
- S. schoutedeni, Schouteden's Swift, コンゴエンビアマツバメ